# Mohsen Kawe
Mohsen Kawe (pers. محسن کاوه) – irański zapaśnik w stylu wolnym. Zdobył srebrny medal w mistrzostwach Azji w 1983 roku.